# Чемпионат Европы по трековому велоспорту
Чемпионат Европы по трековому велоспорту (официальное название — англ. UEC European Track Championships) — ежегодный чемпионат Европы по трековым дисциплинам велоспорта проводимый под эгидой Европейского велосипедного союза (UEC).

## История
Европейские чемпионаты по отдельным трековым дисциплинам начали проводиться давно.
С 1896 года проводятся мужские чемпионаты гонках за лидером. Позднее появились чемпионаты по мэдисону (с 1949) и омниуму (с 1959 года) которые позднее войдут в основного чемпионата.
С 2001 года начинает проходить чемпионаты Европы, но исключительно среди андеров и юниоров. Возраст спортсменов не превышал 23 лет. Они предоставили полезный опыт для молодых гонщиков, а победители автоматически получали право участвовать на чемпионате мира, где не было ограничения по возрасту соревновались лучшие спортсмены мира.
В 2010 UEC пересмотрел европейский трековый календарь, а также систему отбора европейских гонщиков на Олимпийские игры. В результате это решено было проводить чемпионат Европы среди спортсменов элитного уровня.
Первый чемпионат состоялся в начале ноября 2010 года. Он включал 10 дисциплин включённых в программу Олимпийских игр 2012 плюс м мэдисон из-за его популярности. Со временем программа чемпионата расширилась.
Чемпионат 2014 года прошёл в заморском департаменте Франции, расположенном в Карибском море.
Начиная с 2018 года после согласия UEC с руководящими органами шести других крупных европейских спортивных федераций каждые четыре года чемпионат Европы будет проводиться в рамках нового турнира чемпионата Европы по летним видам спорта. В то же время соревнования по треку в рамках Европейских игр 2019 года не будут считаться очередным чемпионатом.
Чемпионат среди андеров и юниоров сохранился и проводится как отдельное мероприятие. Для гонщиков старше 35 лет проводится свой чемпионат — European Masters Track Championships.

## Чемпионская майка
Каждый чемпион мира помимо золотой медали награждается специальной майкой — синий с золотыми европейскими звездами, в которой он выступает весь следующий год во всех гонках той же дисциплины в которой он победил.

## Чемпионаты
| Год  | Страна         | Город               | Велотрек                                       |
| ---- | -------------- | ------------------- | ---------------------------------------------- |
| 2010 | Польша         | Прушков             | BGZ Arena                                      |
| 2011 | Нидерланды     | Апелдорн            | Omnisport Apeldoorn                            |
| 2012 | Литва          | Паневежис           | Cido Arena                                     |
| 2013 | Нидерланды     | Апелдорн            | Omnisport Apeldoorn                            |
| 2014 | Франция        | Бе-Мао              | Vélodrome Amédée Detraux                       |
| 2015 | Швейцария      | Гренхен             | Vélodrome suisse                               |
| 2016 | Франция        | Сен-Кантен-ан-Ивлин | Vélodrome de Saint-Quentin-en-Yvelines         |
| 2017 | Германия       | Берлин              | Velodrom                                       |
| 2018 | Великобритания | Глазго              | Commonwealth Arena and Sir Chris Hoy Velodrome |
| 2019 | Нидерланды     | Апелдорн            | Omnisport Apeldoorn                            |
| 2020 | Болгария       | Пловдив             | Kolodruma                                      |
| 2021 | Швейцария      | Гренхен             | Tissot Velodrome                               |
| 2022 | Германия       | Мюнхен              | Neue Messe München                             |
| 2023 | Швейцария      | Гренхен             | Tissot Velodrome                               |
| 2024 | Нидерланды     | Апелдорн            | Omnisport Apeldoorn                            |
| 2025 | Бельгия        | Хёсден-Золдер       | Velodroom Limburg                              |

## Дисциплины
| Мужчины - Мэдисон (с 1949, за исключением нескольких лет) - Гонка на выбывание (с 2015) - Гонка по очкам (с 2011) - Гонка за лидером (с 1896 года, за исключением некоторых послевоенных лет и с 1915 по 1947 кроме 1920 года) - Дерни (с 1961 года, за исключением 1983, с 1992 по 1999, в 2004 и 2010 годах) - Кейрин (с 2010) - Гит на 1000 м (с 2014) - Омниум (с 1956 с несколькими вариантами) - Индивидуальная гонка преследования (с 2014) - Командная гонка преследования (с 2010) - Скрэтч (с 2014) - Спринт (с 1894 по 1999 за исключением нескольких лет с 2010) - Командный спринт (с 2010) | Женщины - Гит на 500 м (с 2014) - Гонка на выбывание (с 2016) - Гонка на выбывание (с 2015) - Гонка по очкам (с 2011) - Кейрин (с 2010) - Омниум (с 1997 с несколькими вариантами) - Индивидуальная гонка преследования (с 2014) - Командная гонка преследования (с 2010) - Скрэтч (с 2014) - Спринт (с 2010) - Командный спринт (с 2010) |